# 23. nordlige breddekreds
Den 23. nordlige breddekreds (eller 23 grader nordlig bredde) er en breddekreds, der ligger 23 grader nord for ækvator. Den løber gennem Afrika, Asien, det Indiske Ocean, Stillehavet, Nordamerika, Caribien og Atlanterhavet.